# Be Bop Deluxe
Be-Bop Deluxe var en brittisk musikgrupp bildad 1972 av Bill Nelson. De spelade en blandning av artrock och glamrock och hade ett stort inflytande på det sena 1970-talets new wave-musik. Efter fem studioalbum och ett livealbum lade Nelson ned bandet 1978. Han bildade i stället den kortlivade gruppen Red Noise och fortsatte från 1979 som soloartist.

## Medlemmar
- Bill Nelson – sologitarr, sång, keyboard (1972–1978)
- Robert Bryan – basgitarr, sång (1972–1974)
- Nicholas Chatterton-Dew – trummor, bakgrundssång, percussion (1972–1974)
- Ian Parkin – rytmgitarr, akustisk gitarr (1972–1974; död 1995)
- Richard Brown – keyboard (1972)
- Simon Fox – trummor, percussion (1974–1978)
- Paul Jeffreys - basgitarr (1974; död 1988)
- Milton Reame-James – keyboard (1974)
- Charlie Tumahai – basgitarr, bakgrundssång (1974–1978; död 1995)
- Andrew Clark – keyboard (1975–1978)

## Diskografi
Studioalbum
- Axe Victim (1974)
- Futurama (1975)
- Sunburst Finish (1976)
- Modern Music (1977)
- Drastic Plastic (1978)

Livealbum
- Live! In The Air Age (1977)
- Radioland (1994)
- Tremulous Antenna (2002)

## Källa
- Wikimedia Commons har media som rör Be Bop Deluxe.
- Be-Bop Deluxe på AllMusic.com